# Дахла
Да́хла (араб. الداخلة, дос. «Півострів», locally [ˌəd.daːχlə] ( прослухати)) — місто в керованій Марокко частині Західної Сахари. Населення за даними перепису 2004 року становить 58 104 осіб. Розташовується за 550 км на південь від Ель-Аюна, на вузькому півострові біля берега Атлантичного океану. Місто також є адміністративним центром регіону Ваді-ед-Дахаб-ель-Кувіра.

## Історія

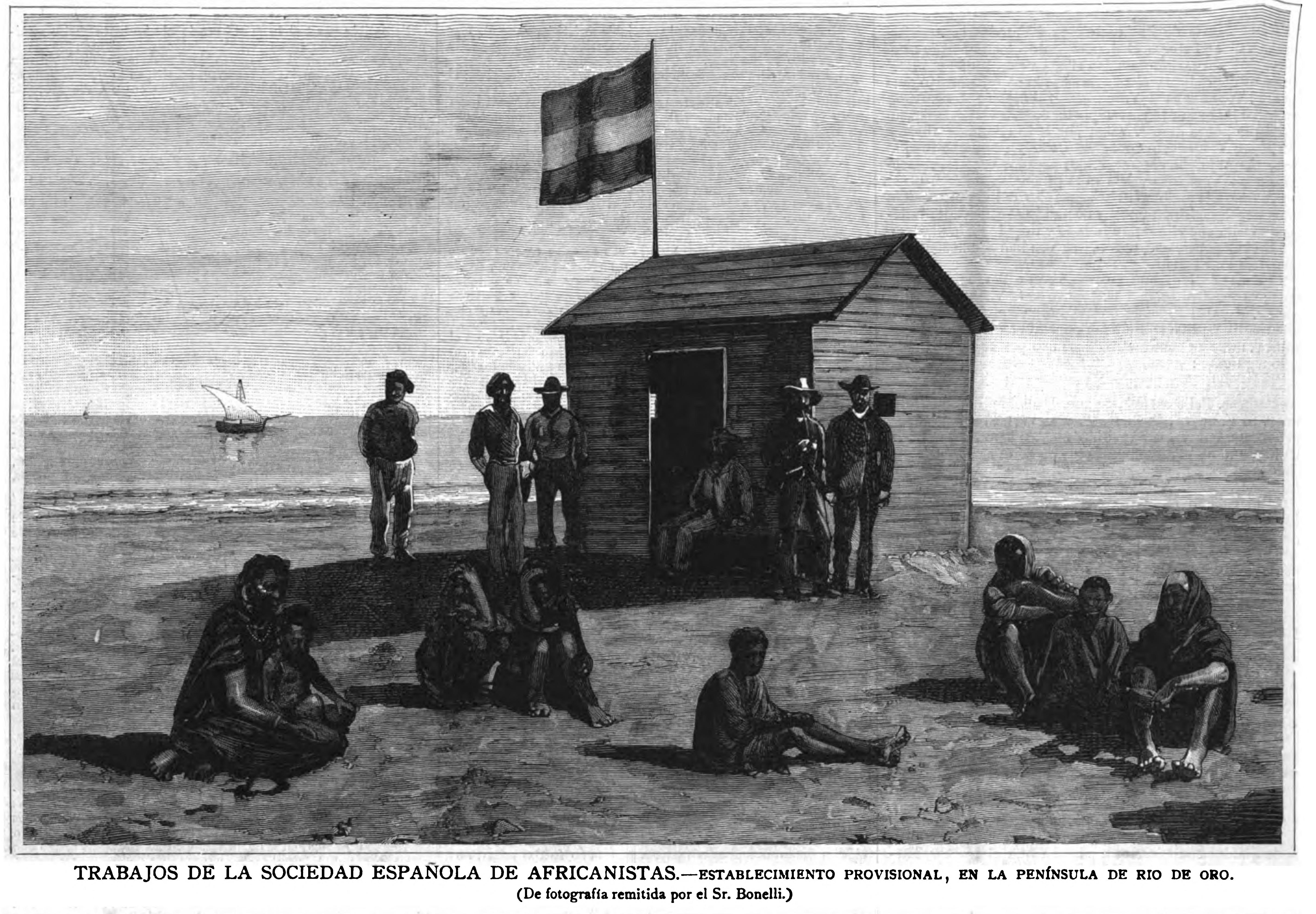
Раннє іспанське тимчасове поселення в під час пошукових робіт під керівництвом (опубліковано в січні 1885 у ').

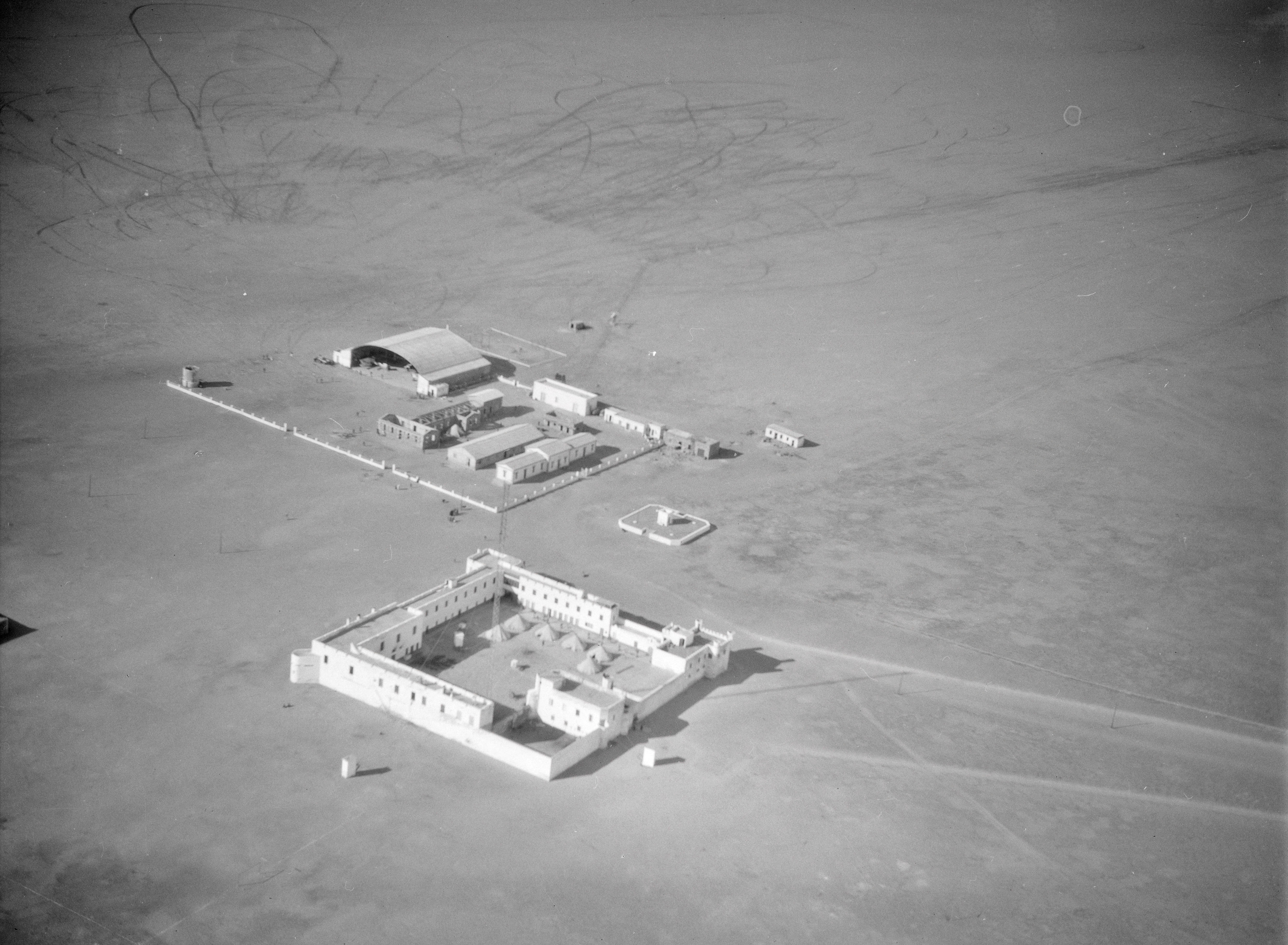
Форт у Вілья-Сіснерос в 1930

Дахла була заснована в 1502 році іспанськими колоністами під назвою Вілья-Сиснерос (ісп. Villa Cisneros). Протягом колоніального періоду іспанська влада зробила місто центром провінції Ріо-де-Оро, однією з двох провінцій Іспанської Сахари. Вони побудували військову фортецю і католицьку церкву, що стали місцевими пам'ятками. Під час іспанської громадянської війни в місті існувала в'язниця, одним із в'язнів якої був письменник Педро Гарсіа Кабрера.
Протягом 1960-х, за часів диктатури Франсиско Франко, у місті був побудований один з трьох аеропортів Західної Сахари — «Дахла». З 1975 по 1979 рік Дахла була центром мавританської провінції Тірис-ель-Гарбія. В даний час[коли?] контролюється владою Марокко.

## Економіка
Основою економіки міста є рибальство. Владою Марокко робляться певні зусилля для додання місту статусу туристичного центру. Цьому сприяє унікальна географія півострова, що захищає протяжну бухту від океанських хвиль, але не перешкоджає проникненню вітру, у результаті чого створюються сприятливі умови для заняття кайтсерфінгом і віндсерфінгом.